# Asterella californica
Asterella californica là một loài rêu trong họ Aytoniaceae. Loài này được Hampe Underw. mô tả khoa học đầu tiên năm 1895.